# Platygerrhus piceae
Platygerrhus piceae är en stekelart som beskrevs av Yang 1996. Platygerrhus piceae ingår i släktet Platygerrhus och familjen puppglanssteklar. Inga underarter finns listade i Catalogue of Life.